# Angelo Chittolina
Angelo Chittolina (Mântua, ? — Caxias do Sul, ?) foi um empresário e político ítalo-brasileiro.
Imigrante italiano, foi uma das primeiras lideranças políticas da vila de Caxias, membro da maçonaria e um dos fundadores em 1887 da primeira loja local, Força e Fraternidade. Filiado ao Partido Republicano Rio-Grandense, cujo diretório local ajudou a fundar, em 28 de junho de 1890 foi indicado pelo Governo do Estado para integrar a Junta Governativa quando a antiga Colônia Caxias foi emancipada de sua condição de distrito de São Sebastião do Caí, ao lado de Salvador Sartori e Ernesto Marsiaj, tomando posse em 2 de julho. A Junta teve uma curta existência, e em 20 de outubro de 1891 ocorreram eleições para compor o primeiro Conselho Municipal, que em 15 de dezembro tomou posse e acumulou as funções executivas e legislativas da Junta até a instituição da Intendência em 1892. Chittolina concorreu e foi eleito, mas em virtude de agitações políticas e revoltas populares a posse só ocorreu em 26 de setembro de 1892, permanecendo em exercício até 1896. Neste período participou da aprovação de importantes leis que organizaram a vida do nascente município: a Lei Orgânica, o Código de Posturas e o Regimento Interno.
Foi também um dos grandes empresários de Caxias do Sul em seus primórdios. Instalado na Praça Dante Alighieri, montou uma indústria e comércio de vinho e produtos suínos, produzindo 15 toneladas de salame e até 2 toneladas de presuntos por ano, exportados para o estado e o centro do país. Expôs seus produtos na Exposição Estadual de 1901, em Porto Alegre, e na Louisiana Purchase Exposition, organizada em 1904 nos Estados Unidos. Recebeu medalha de prata na Exposição Nacional de 1908, medalha de honra na Exposição Universal de 1911 em Turim, na qual foi delegado especial da representação brasileira, medalha de ouro na Exposição de Santa Maria de 1914, e na exposição municipal de 1916 recebeu medalhas de ouro e prata. Em 1917 montou em sociedade com um tecelão profissional uma fábrica de rendas, cortinas e tapetes.
Foi casado com Luiza Facciolli, tendo pelo menos uma filha, Edwiges, que aparentemente faleceu antes do pai. Este ainda vivia em janeiro de 1918 e faleceu antes de 25 de março de 1922, quando a esposa é citada como viúva e única herdeira do finado.